# Systellogaster gahani
Systellogaster gahani är en stekelart som beskrevs av Wallace 1973. Systellogaster gahani ingår i släktet Systellogaster och familjen puppglanssteklar. Inga underarter finns listade i Catalogue of Life.